# Chakan
Chakan là một thị trấn thống kê (census town) của quận Pune thuộc bang Maharashtra, Ấn Độ.

## Địa lý
Chakan có vị trí 18°45′B 73°51′Đ / 18,75°B 73,85°Đ Nó có độ cao trung bình là 646 mét (2119 foot).

## Nhân khẩu
Theo điều tra dân số năm 2001 của Ấn Độ, Chakan có dân số 21.674 người. Phái nam chiếm 54% tổng số dân và phái nữ chiếm 46%. Chakan có tỷ lệ 72% biết đọc biết viết, cao hơn tỷ lệ trung bình toàn quốc là 59,5%: tỷ lệ cho phái nam là 78%, và tỷ lệ cho phái nữ là 65%. Tại Chakan, 15% dân số nhỏ hơn 6 tuổi.